# Przejście graniczne Rzeka Jordan
Przejście graniczne Rzeka Jordan (ang. The Jordan River Crossing; arab. معبر نهر الأردن; hebr. מסוף נהר ירדן, Masuf Nahar Jarden) – międzynarodowe jordańsko-izraelskie drogowe przejście graniczne położone we wschodniej części Doliny Bet Sze’an na rzece Jordan, w jordańskiej muhafazie Irbid i izraelskim Dystrykcie Północnym. W jego bezpośrednim sąsiedztwie znajduje się izraelskie miasto Bet Sze’an i jordańskie miasto Irbid.
Przejście graniczne jest administrowane przez Zarząd Izraelskich Portów Lotniczych (hebr. רשות שדות התעופה בישראל; ang. Israel Airports Authority) oraz władze Jordanii.

## Historia

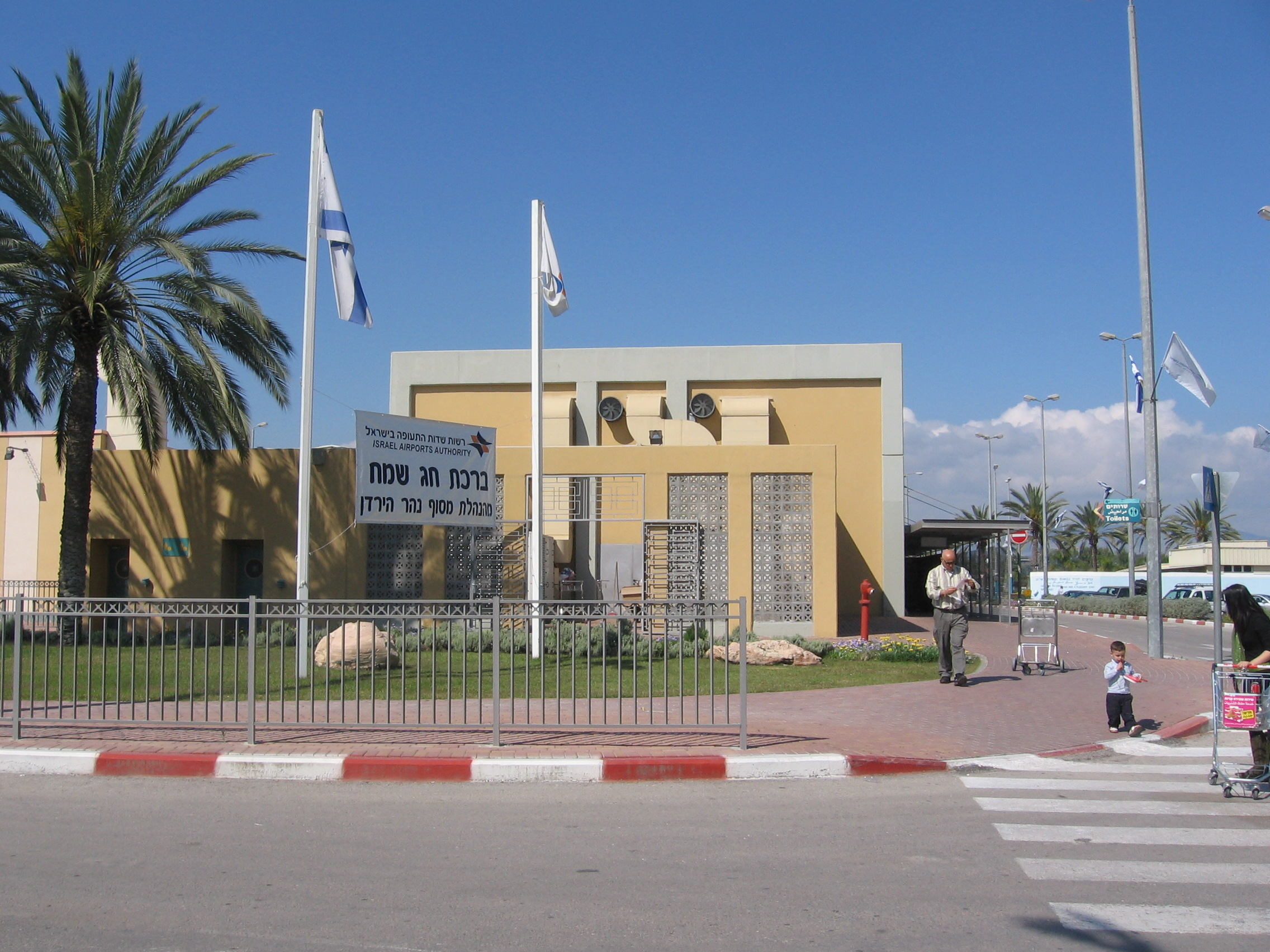
Wejście na przejście graniczne od strony Izraela

Miejsce to jest tradycyjnym miejscem przekraczania rzeki Jordan. Po przejściu na stronę zachodnią rzeki dociera się do Doliny Bet Sze’an, która naturalnie przechodzi w kierunku zachodnim w Dolinę Jezreel umożliwiając dotarcie do wybrzeża Morza Śródziemnego w Zatoce Hajfy. Przez rzekę Jordan przechodziły w tym miejscu armie żydowskie (Juda Machabeusz w II wieku p.n.e.), rzymskie (Pompejusz w 63 roku p.n.e.) oraz arabskie (w 638 i 1183 roku). Pod koniec XIX wieku Turcy wybudowali tutaj most. W 1918 roku uciekali tędy przed nacierającymi wojskami brytyjskimi. Istnieje legenda, że Turcy w obawie przed schwytaniem przez Brytyjczyków, ukryli u podnóża mostu 23 skrzynie z 500 kg złota. W 1925 roku Brytyjczycy rozebrali stary drewniany most i zastąpili go żelaznym kratownicowym mostem. Gdy w 1931 roku remontowali most, przeprowadzono bezskuteczne poszukiwania ukrytego skarbu. W dniu 16 czerwca 1946 roku most został wysadzony przez członków żydowskiej organizacji paramilitarnej Hagana, którzy chcieli w ten sposób, w ciągu jednej nocy przeciąć wszystkie połączenia komunikacyjne Brytyjskiego Mandatu Palestyny z sąsiednimi krajami. Brytyjczycy szybko naprawili most, został on jednak ponownie zniszczony przez izraelskich saperów w dniu 14 lutego 1948 roku podczas wojny domowej w Mandacie Palestyny. Wysadzono go w obawie, że może zostać wykorzystany przez arabskie armie do zbrojnej interwencji w Palestynie. Po wojnie uszkodzona konstrukcja mostu umożliwiała piesze przekroczenie rzeki. Podczas wojny sześciodniowej w czerwcu 1967 roku most został ostatecznie wysadzony, tym razem przez jordańskich saperów, którzy obawiali się, że izraelskie siły mogą tedy wkroczyć do Jordanii.
Utrzymujący się stan wojny między Izraelem a Jordanią uniemożliwiał odbudowę granicznego mostu. Zmieniło się to po podpisaniu w 1994 roku traktatu pokojowego izraelsko-jordańskiego. Wybudowano wówczas tymczasowy stalowy most Baileya, a w listopadzie 1994 roku otworzono terminal graniczny. W 1996 roku na rzece wybudowano dwa nowe betonowe mosty oraz terminal do obsługi drogowego ruchu transportowego. W 1998 roku dobudowano budynek do obsługi ruchu turystycznego ze sklepem strefy wolnocłowej. Most jest nazywany mostem Ma’oz (od sąsiedniego kibucu Ma’oz Chajjim) lub po arabsku Dżisr szajch Husajn.

## Informacje podstawowe
Przejście graniczne obsługuje obywateli izraelskich i turystów zagranicznych, z wyjątkiem Palestyńczyków. Jest to całodobowe przejście przeznaczone dla ruchu pieszego, osobowego oraz towarowego. Na terminalu nie ma transportu publicznego. Przez przejście graniczne mogą przejeżdżać jedynie prywatne izraelskie samochody, które po zmianie tablic rejestracyjnych i opłaceniu rejestracji oraz ubezpieczenia, mogą kontynuować podróż w Jordanii. Istnieje także możliwość wynajęcia jordańskiego samochodu. Pomiędzy terminalem izraelskim i jordańskim kursuje autobus ułatwiający pieszym przekraczanie granicy.
Terminal jest otwarty codziennie z wyjątkiem świąt: muzułmańskiego Id al-Adha i żydowskiego Jom Kipur.
liczba podróżnych odprawianych na terminalu:

Źródło danych: Israel Airports Authority.
Liczba samochodów odprawianych na terminalu:

Źródło danych: Israel Airports Authority.

## Komunikacja
Po stronie izraelskiej z przejścia granicznego wychodzi droga nr 71 prowadząca na zachód do Bet Sze’an i dalej do miasta Afula. Natomiast po stronie jordańskiej jest droga nr 65 biegnąca z północy na południe wzdłuż rzeki Jordan.